# 陈保极
陈保极，闽中（今福建省福州市）人。
后唐天成年间（926～930年），中进士，为秦王李从荣辟为从事，寻出。李从荣失败后，陈保极擢居三署，历任礼部、仓部员外郎。
桑维翰登科时，陈保极因其短陋，称其为“半人”。后晋高祖时期（936～941年），桑维翰任宰相后，治其罪，以同列李崧极言而免，贬为卫尉寺丞。寻复为仓部员外郎，以衔愤而卒。